# Thioacétamide
Le thioacétamide est un composé organosulfuré de formule brute C2H5NS. C'est le plus simple des thioamides et l'analogue thio- de l'acétamide. Ce solide cristallin blanc est soluble dans l'eau et sert de source de sulfure d'hydrogène (H2S) en synthèse de composés organiques ou inorganiques.

## Chimie de coordination
Le thioacétamide est largement utilisé en analyse qualitative inorganique classique comme une source in situ d'ions sulfures. Ainsi, le traitement de solutions aqueuses de nombreux cations métalliques avec une solution de thioacétamide produit le sulfure métallique correspondant :
M2+ + CH3C(S)NH2 + H2O → MS + CH3C(O)NH2 + 2 H+ (M = Ni, Pb, Cd, Hg)
Des précipitations identiques se produisent aussi pour les cations trivalents mous (As3+, Sb3+, Bi3+) et des cations monovalents (Ag+, Cu+).

## Préparation
Le thioacétamide est préparé par traitement de l'acétamide avec du pentasulfure de phosphore comme le montre la réaction idéale suivante :
CH3C(O)NH2 + 1/4 P4S10 → CH3C(S)NH2 + 1/4 P4S6O4

## Structure
La partie C2NH2S de la molécule est plane. Les distances C-S et C-N sont respectivement de 171,3 pm (1,713 Å) et 132,4 pm (1,324 Å), montrant que ces deux liaisons sont multiples. Le thioacétamide cristallise dans le système cristallin monoclinique, groupe d'espace P21/a (no  14) avec comme paramètres de maille a = 1106,2 pm, b = 1000,5 pm, c = 717,0 pm, tous ± 0,5 pm, et β = 99.5°. Le nombre d'unités par maille est Z = 8.

## Sécurite
Le thioacétamide est un cancérogène de classe 2B.